# (2199) Kleť
(2199) Kleť – planetoida z pasa głównego asteroid okrążająca Słońce w ciągu 3 lat i 131 dni w średniej odległości 2,24 au. Została odkryta 6 czerwca 1978 roku w Obserwatorium Kleť w pobliżu Czeskich Budziejowic przez Antonína Mrkosa. Nazwa planetoidy pochodzi od obserwatorium w którym została odkryta. Przed jej nadaniem planetoida nosiła oznaczenie tymczasowe (2199) 1978 LA.